# Dr. Dolittle 3
Dr. Dolittle 3 este un film de comedie fantastic direct pe video din 2006 regizat de Rich Thorne. Rolurile principale au fost interpretate de actorii Kyla Pratt și Kristen Wilson.

## Distribuție
- Kyla Pratt - Maya Dolittle
- Kristen Wilson - Lisa Dolittle
- Walker Howard - Bo Jones
- John Amos - Jud Jones
- Luciana Carro - Brooklyn Webster
- Tommy Snider - Clayton Taylor
- Calum Worthy - Tyler
- John Novak - Walter
- Chelan Simmons - Vivica
- Ecstasia Sanders - Tammy
- James Kirk - Peter
- Gary Jones - Principal
- Carly McKillip - Tammy's Friend
- Emily Tennant - Party Kid
- Alistair Abell - Honkey Tonk Announcer
- Peter Kelamis - Rodeo Announcer
- Louis Chirillo - Bus Driver

### Roluri de voce
- Norm Macdonald - Lucky[6]
- Danny Bonaduce - Ranch Steer
- Gary Busey - Butch
- Ryan McDonell - Skip
- Tara Wilson - Kiki
- Chenier Hundal - Chip
- Paulo Costanzo - Cogburn the Rooster
- Chris Edgerly - Diamond the Horse, LP the Horse, Pig, Rattlesnake
- Eli Gabay - Rodeo Bull, Rodeo Steer
- Vanessa Marshall - Tan Hen, White Hen
- Mark Moseley - Harry the Hawk, Patches the Horse, Ranch Steer, Rodeo Longhorns, Silver the Horse
- Jenna von Oÿ - Gracie